# Hannu Siitonen

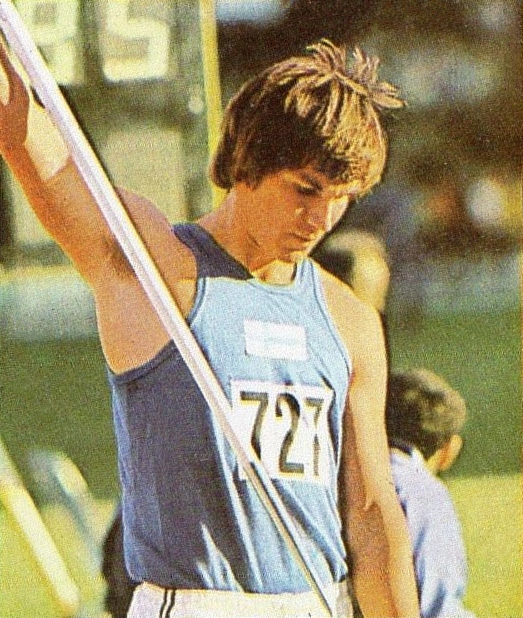
Hannu Siitonen em 1972

Hannu Juhani Siitonen (Parikkala, 18 de março de 1949) é um ex-esportista finlandês, especialista na prova de lançamento do dardo.
Participou nos Jogos Olímpicos de Montreal, em 1976, onde ganhou a medalha de prata com a marca de 87,92 metros.
A sua melhor marca foi obtida com o antigo modelo de dardo em Helsínquia, no dia 6 de junho de 1973, quando lançou-o a 93,90 metros.